# Карен Каммінгс
Карен Каммінгс (англ. Karen Cummings; Бербіс,Гаяна) — гаянська політична і державна діячка. Обіймала посаду міністра закордонних справ із травня 2019 по серпень 2020 року.

## Життєпис
Народилася в Бербісі, закінчила середню школу Бішопс. Має освітній ступінь бакалавра наук в галузі фізики, ступінь бакалавра медицини Університету Гаяни, а також освітній ступінь магістра громадської охорони здоров'я Університету Сент-Джорджес на Гренаді. У 2016 році здобула ступінь доктора охорони здоров'я в Університеті Волдена в США.
Працювала медичним реєстратором у державній лікарні Джорджтауна, а потім була лікарем та регіональним медичним суперінтендантом.
У 2014 році стала членом Національної асамблеї Гаяни, виступала за статеву рівність та реформу системи охорони здоров'я. 20 травня 2015 року прийняла присягу на посаді міністра охорони здоров'я в уряді «Партнерства за Національну Єдність» та «Альянсу за зміни».
2 травня 2019 року була призначена міністром закордонних справ президентом Девідом Грейнджером, змінивши Карла Баррінгтона Гриніджа, який був одним з чотирьох міністрів уряду, вимушених піти у відставку після рішення Карибського суду про те, що подвійне громадянство є неконституційним для обіймання державної посади. Вона зізналася репортерам, що була здивована тим, що її обрали на цю посаду, але була готова до цієї роботи.
Повідомлялося, що під час загальних виборів у березні 2020 року Карен Каммінгс зустрічалася з міжнародними спостерігачами та попередила, що їхня акредитація може бути відкликана, оскільки уряд незадоволено зробленими ними заявами і зазнала через це критики з боку колишнього прем'єр-міністра Барбадосу Оуена Артура та інших спостерігачів. Згодом уряд виступив із заявою, в якій говорилося: «Ми шкодуємо про непорозуміння, яке могла викликати репліка міністра закордонних справ».